# Torre dei Gualtieri
La torre dei Gualtieri più propriamente denominato "Mastio della Rocca" e più popolarmente noto come "Torrione" ("lu Turriò" o "lu Campanò" in dialetto sambenedettese) si eleva nel quartiere Paese Alto nel vecchio incasato di San Benedetto del Tronto, nella Piazza Giuseppe Sacconi a pochi metri dalla Chiesa abbaziale di San Benedetto Martire, da Palazzo Anelli sede vescolvile della diocesi di San Benedetto del Tronto-Ripatransone-Montalto e dalla Villa Marittima; è il simbolo e punto di riferimento storico e culturale per la comunità e ospita mostre e iniziative culturali.Dalla terrazza del coronamento è possibile godere di una veduta a 360° sul territorio circostante che include, tra le altre cose, l'intera città di San Benedetto del Tronto, il mare Adriatico e le colline. La torre è aperta alle visite turistiche.

## Storia

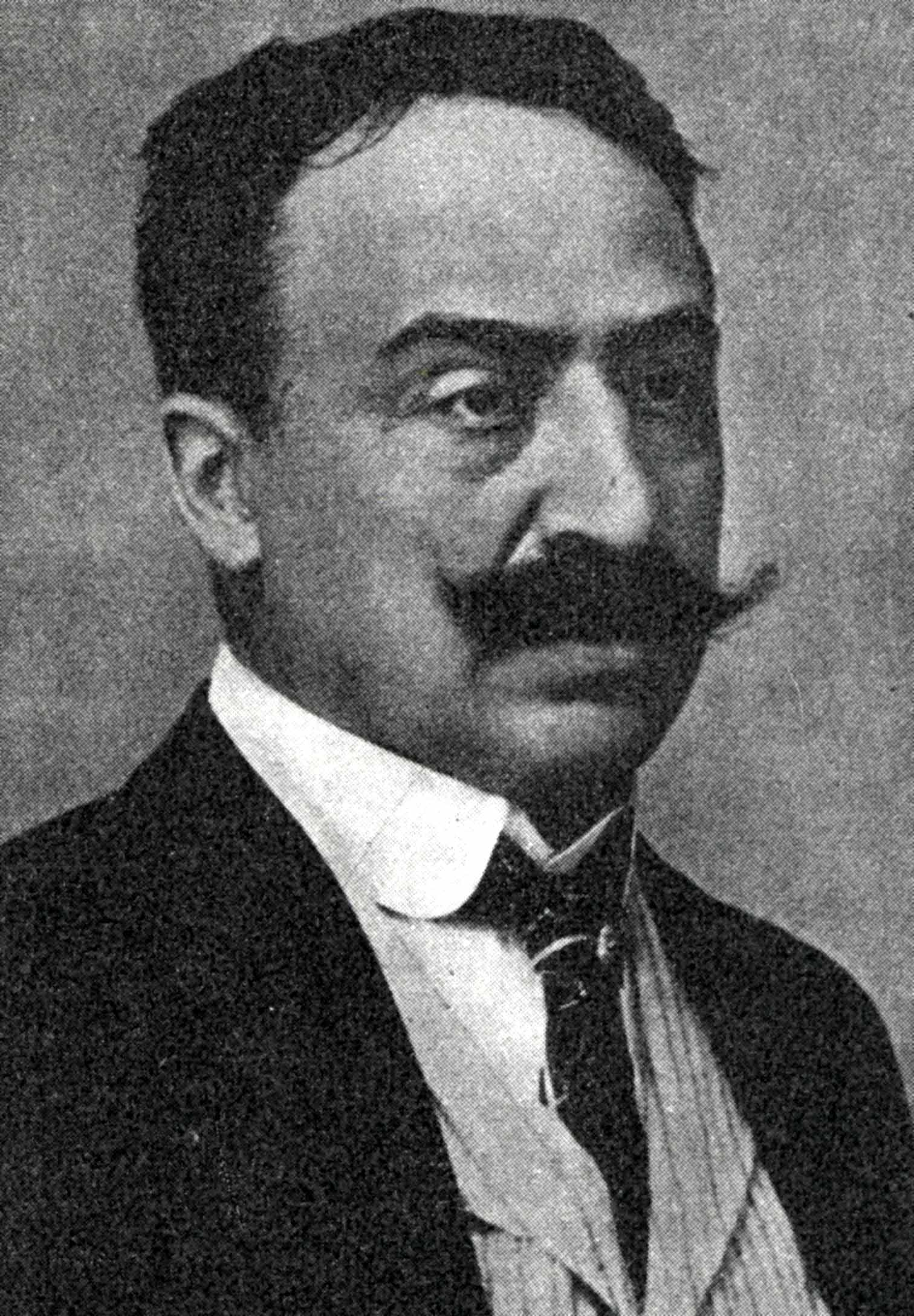
l'arch. Giuseppe Sacconi

Costruita tra il XII e il XIII secolo, è una antica postazione di comando del a protezione del castello di San Benedetto, che ha chiare ascendenze trecentesche. Nell'anno 1146 il Vescovo Liberto di Fermo, la cui potestà giudiziale comprendeva il territorio di San Benedetto in Albula, concesse ai fratelli Gualtieri di erigere una torre a protezione di Castrum Sancti Benedicti in Albula, che assume la denominazione di castrum a seguito dell’intervento di fortificazione del nucleo urbanistico primario. Attribuì la cura e la proprietà ai nobili Berardo ed Azzo (figli di Gualtiero), già signori di terre d'oltre Tronto e della Rocca di Acquaviva Picena. Si tratta dunque di un castello con relativi ruderi che è posto a sud, immediatamente ad ovest di Monte Renzo, sovrastante la Valle del Tronto e del Ragnola. La torre era il mastio dell'intero complesso fortificato ed in essa si trovava il castellano, che inviava ordini e segnali alle altre fortificazioni dello scacchiere fermano, in primo luogo alla vicina Rocca di Acquaviva Picena. In caso di forzata evacuazione disponeva anche di cunicoli sotterranei di sortita.La sua forma esagonale permetteva un appostamento di un maggior numero di uomini e si poteva sorvegliare un ampio spazio costiero che andava da oltre il Tronto sino ai confini di Cupra Marittima, tenuto conto che il mare era arretrato di oltre 500 metri e nel suo cono di osservazione non vi erano altre costruzioni che ne precludevano la visuale. Nel 1901 fu restaurata dall’Arch. Giuseppe Sacconi, direttore dell’ufficio dei monumenti delle Marche e dell’Umbria, in quella occasione furono consolidati i barbacani, ricostruiti i piombatoi e la merlatura. Con la restaurazione del 2001, ad opera dell’Arch. Lola Lunerti, la torre è tornata ad essere agibile e visitabile, ed è stato aggiunto un coinvolgente sistema di illuminazione. In passato sella sommità della torre, durante i festeggiamenti del santo patrono San Benedetto martire, della città di San Benedetto del Tronto, vi era uno spettacolo pirotecnico suggestivo denominato la Torre dei Gualtieri “incendiata”.
Collocato sulla faccia rivolta verso mare, l'orologio fu installato nel tardo XVIII secolo quando, a seguito dei lavori di ampliamento della chiesa di San Benedetto Martire, fu recuperato e posizionato nella torre sopra l'ingresso antico si trovava a circa sei metri d'altezza.Nel 1902 il meccanismo venne sostituito con un orologio a pendolo, alimentato per gravità mediante di blocchi di travertino. Di medie dimensioni in travertino, quattro metri di circonferenza, posto su una delle sue sei facce rivolto ad est, il quadrante dell'orologio è caratterizzato da numeri romani, paricolare della numerazione è il numero 4 sull'orologio della torre, non piacque alla cittadinanza il 4 con il numero romano IV, si decise di cambiare IV in IIII.

## Architettura
Si eleva per un'altezza di circa 20 metri, ha forma a guisa di nave o ad esagono allungato a doppio puntone, a che oltre a permettere una maggiore robustezza dell'edificio, eliminava anche diversi angoli ciechi al tiro dei difensori, a pianta esagonale schiacciata tutta in laterizio. I lati di 5 metri cadauno hanno un spessore non inferiore a 1,5 metri. Il suo apparato sommatale, su sporto di beccatelli e caditoie, attrezzato per l'uso di armi da fuoco, la parte sommitale si caratterizza con un coronamento   merlato ghibellino che ha un'altezza dall'attuale piazza, di circa 20 mt e la terrazza della cella campanaria è ad un'altezza di 16,60 mt.

### Interno della torre

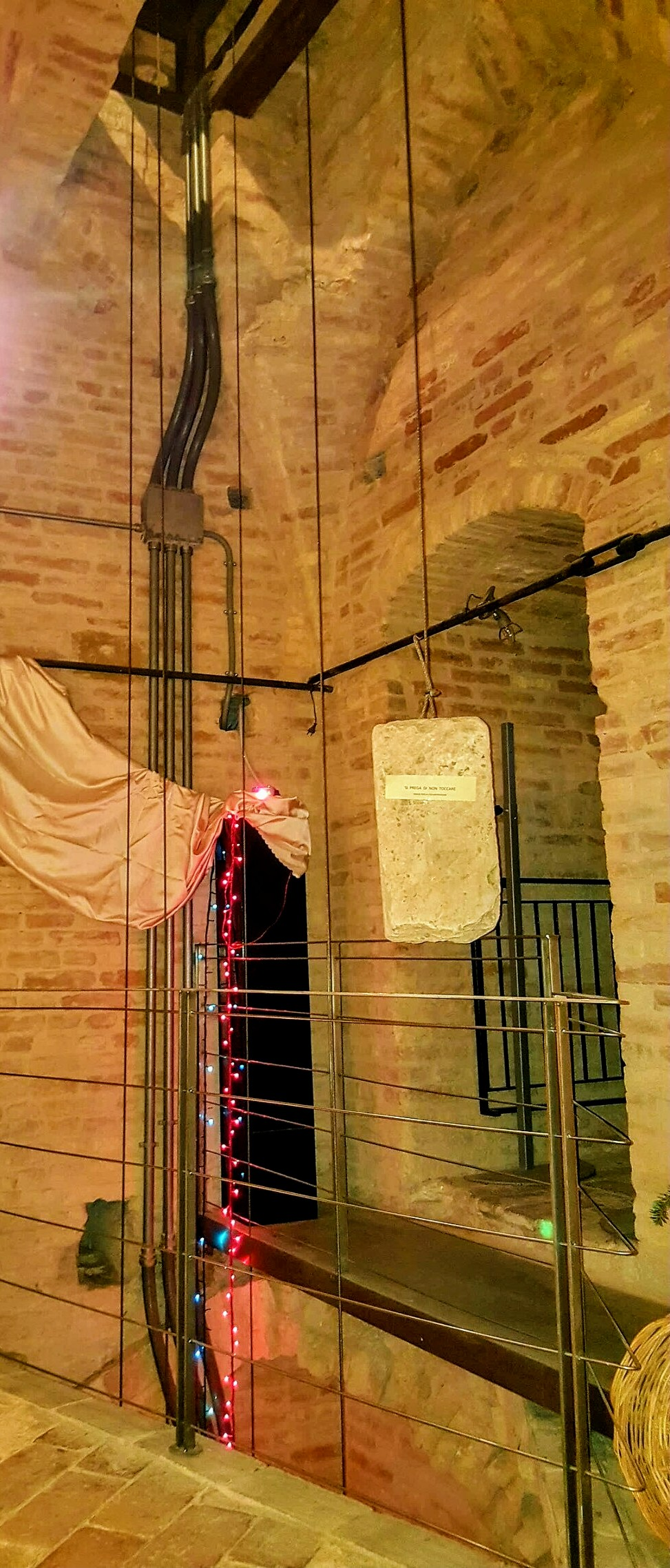
Scorcio dell'interno, sulla destra è presente una postierla, ingresso originario della Torre

L'interno è composto da tre piani coperti ognuno dei quali è coperto da una volta a botte e a botte cuspidata per i primi due livelli, a crociera negli altri livelli, l'ultimo piano è coronato dalla piattaforma merlata.
- primo piano: vi è l'ingresso, si accede per mezzo di una porta, a livello con la Piazza Giuseppe Sacconi, ricavata dallo sfondamento di una parete realizzata successivamente alla edificazione della Torre, sul pavimento si apre l'ambiente interrato della torre, da qui era possibile ricollegarsi alla rete di cunicoli che attraversavano il sottosuolo del antico borgo del Paese Alto. i cunicoli sono realizzati tra il I secolo a.C. e I secolo d.C., XIII e XIV secolo fino ad ottocento, in seguito in questo spazio sotterraneo hanno trovato sede i contrappesi che davano la carica all'orologio;
- secondo piano: è presente una postierla al di sotto dell’orologio, era l'accesso originario alla Torre, è posto ad un'altezza di 6 mt circa dalla quota piazza Sacconi;
- terzo piano: è alloggiato il meccanismo che regola il grande orologio (vedi Meccanismo dell'orologio);
- quarto piano: vi è una terrazza dalla piattaforma merlata di circa 52 m²,dove le guardie in tempo di pace si prodigavano all'avvistamento dei nemici, in tempo di guerra potevano contrastare gli assalti degli assedianti utilizzando le caditoie. Vi sono alloggiate due campane del 1853, la più grande è pesa 2903 kg, che azionate da un sistema di contrappesi, l’orologio trasmette alle grandi campane situate sulla sommità dell’edificio l’impulso a battere le ore e i quarti d’ora.[2]Dalla terrazza è possibile osservare il panorama sulla città costiera che spazia da Grottammare a nord a Martinsicuro a sud a ovest Acquaviva Picena e le sue colline a est il mare Adriatico.[5]

## Sistema di illuminazione
Durante i lavori di restrutturazione del 2001, è stato aggiornato il sistema di illuminazione della torre. Fasci luminosi che 
della sommità della torre, dai piombatoi, si propagano verso il basso nelle sei pareti mettendo in evidenza anche l’orologio, fino alla sottostante piazza Giuseppe Sacconi, la torre illuminata è visibile in tutta la città.

## Poesia

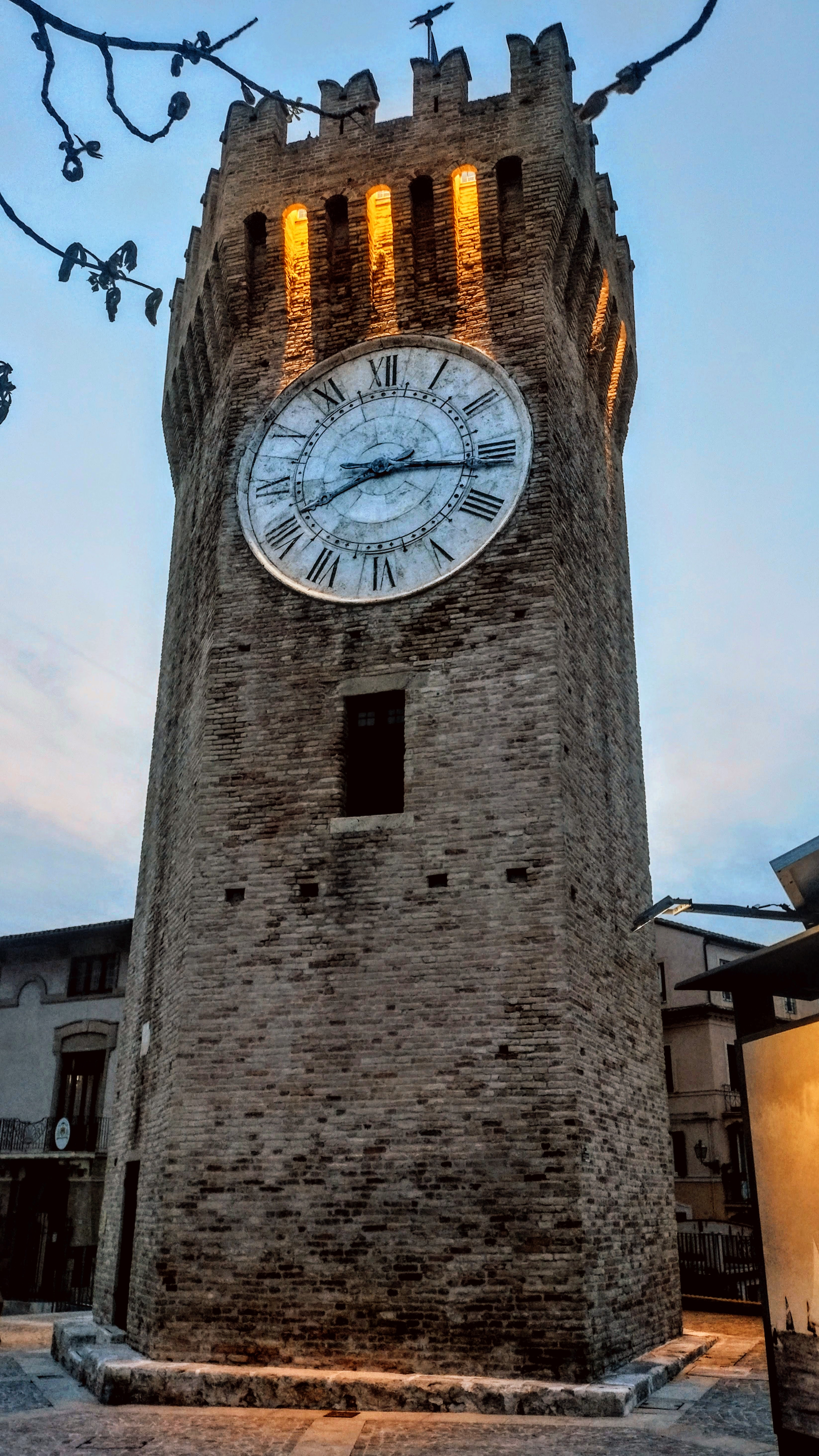
Vista facciata est

Nel 1947, il poeta Giovanni Vespasiani (1886-1967) ha scritto una poesia in dialetto sambenedettse dedicata alla Torre. La traduzione è opera dello scrittore Gabriele Nepi.
(Versi della poesia originale e traduzione italiana)

## Meccanismo dell'orologio
Fabbricato nel 1906 dalla ditta Cesare Fontana di Milano, il cui meccanismo è racchiuso in un telaio di ferro presso fuso. Nel 1902 il meccanismo sostituito con quello attuale realizzato dalla Ditta Cesare Fontana. Situato al piano terzo all'interno della Torre, si tratta di un orologio a pendolo alimentato per gravità mediante di blocchi di travertino. Nel 2001, in occasione del restauro della torre anche l'orologio fu sottoposto ad un'attenta opera di revisione da parte dell'orologiaio Stefano Paolini attualmente incaricato della sua manutenzione.

## Scheda

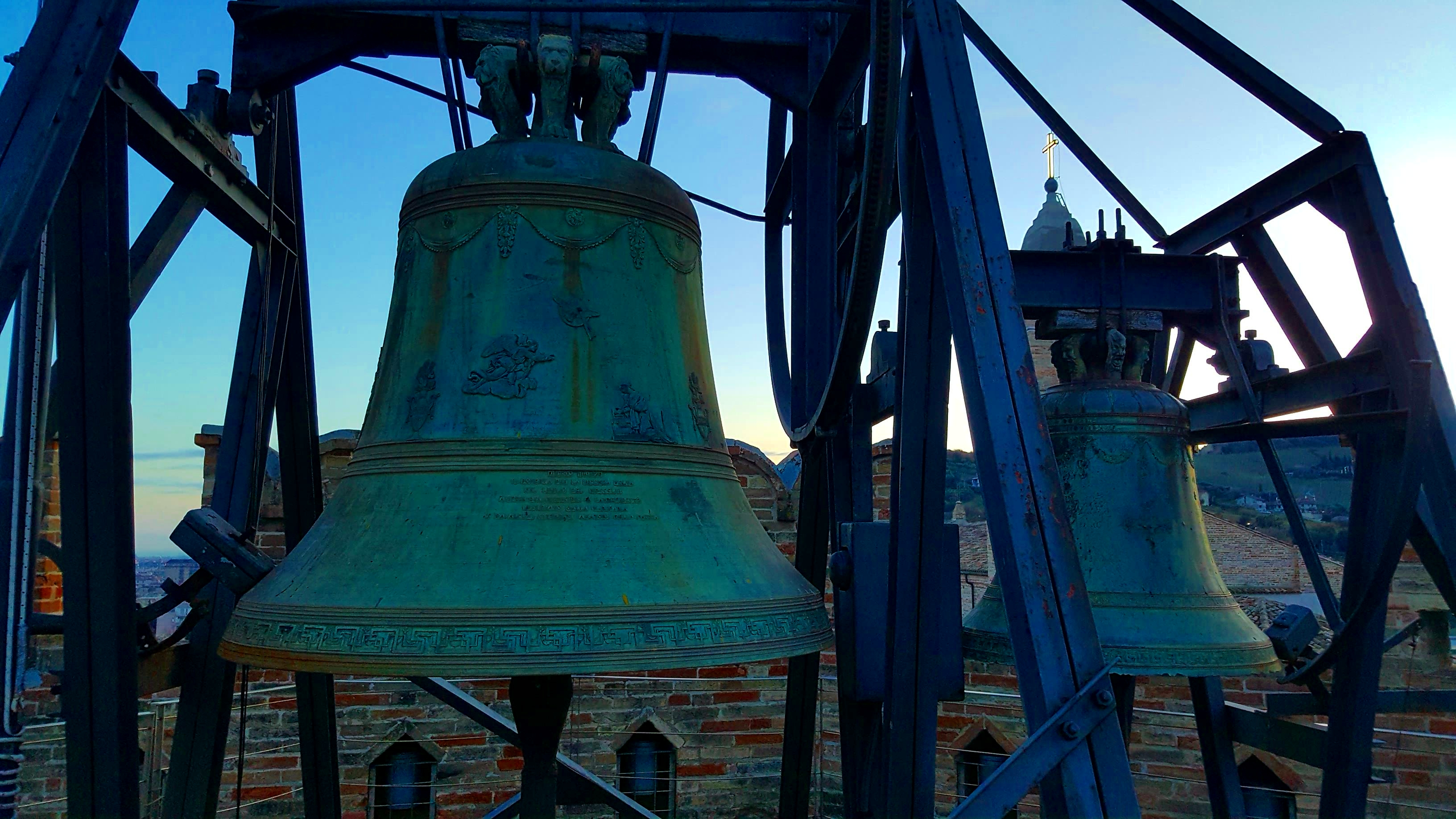
Le campane

- Elevazione di piazza Giuseppe Sacconi: circa 25 metri s.l.m.
- Altezza sul terreno: circa 20 metri
- Diametro esterno alla base: 30 metri
- Spessore dei muri: 1,5 metri
- Terrazza dalla piattaforma merlata di circa 52 m²
- Campane totali: 2
- Campana più grande: "Baldini di Rimini" è del 1853 e pesa : 6400 libbre,

pari a circa 2094 Kg di bronzo
- Campana più piccola: "Pasqualini di Montedinove" è del 1866[5]

## Eventi

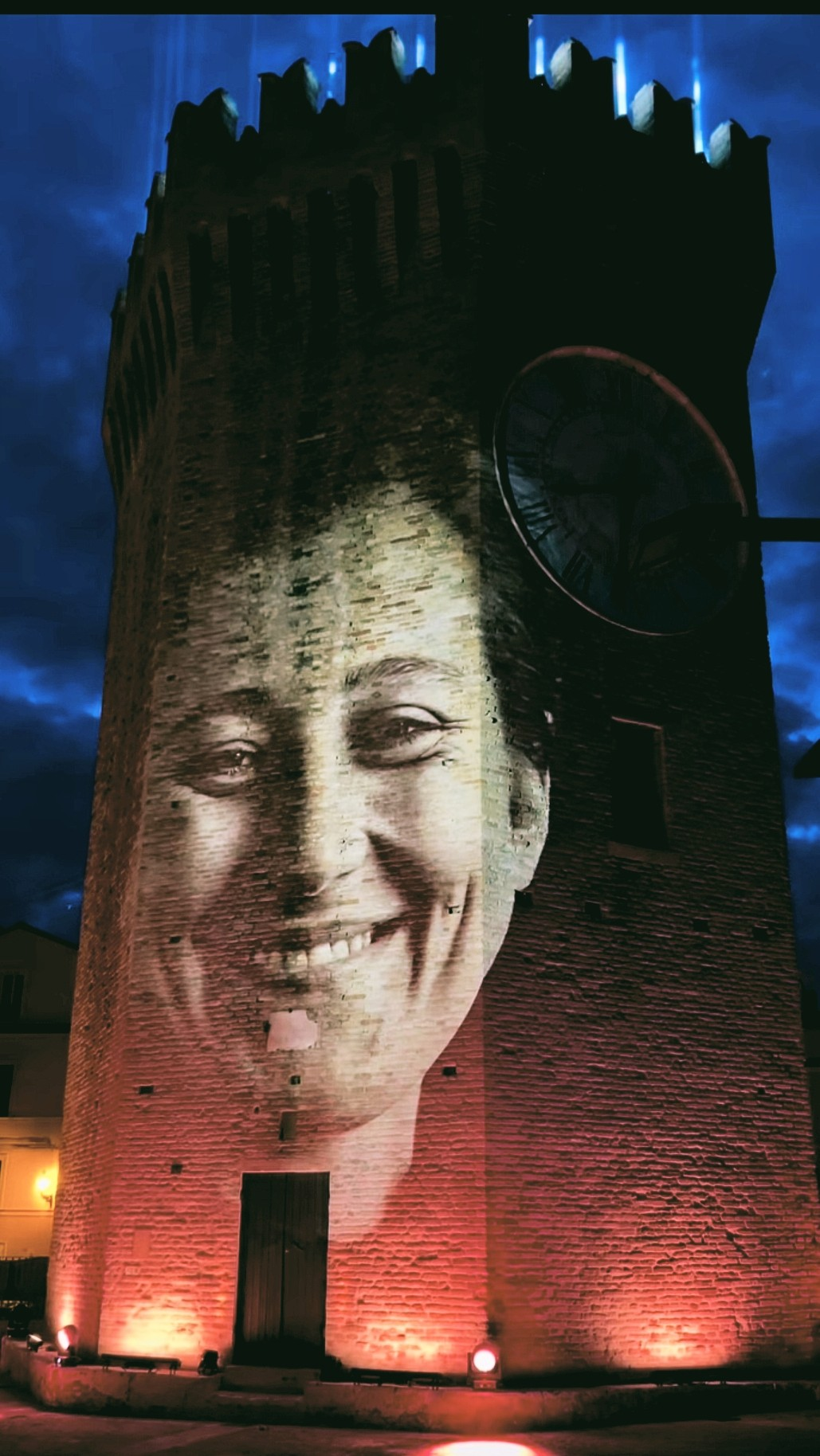
Immagine proiettata sulla facciata sud della torre

La torre è stata palcoscenico di diversi avvenimenti, al suo interno nel periodo natalizio viene allestito un piccolo presepe, ha ospitato mostre fotografiche, nel recente passato è stata oggetto di installazioni luminose che proiettavano immagini, persone e racconti dedicati alla memoria del mare, denominata Maris è un opera del marchigiano Pietro Cardarelli.